# Фресінет (Прахова)
Фресінет (рум. Frăsinet) — село у повіті Прахова в Румунії. Адміністративно підпорядковане місту Бряза.
Село розташоване на відстані 90 км на північ від Бухареста, 39 км на північний захід від Плоєшті, 51 км на південь від Брашова.

## Населення
За даними перепису населення 2002 року у селі проживала 521 особа, усі — румуни. Усі жителі села рідною мовою назвали румунську.